# Série E51 a E56 da CP
A Série E51 a E56, igualmente conhecida como Série E50, foi um tipo de locomotiva a tracção a vapor, que foi parte da frota da Companhia dos Caminhos de Ferro Portugueses. Originalmente, ostentantavam a numeração 1 a 6 da Companhia Nacional de Caminhos de Ferro.

## História
Esta série foi fabricada pela casa alemã Maschinenfabrik Esslingen em 1889, e adquirida pela Companhia Nacional de Caminhos de Ferro para a inauguração da Linha do Dão, em 25 de Novembro de 1890.
As locomotivas desta série foram destacadas para a Linha do Sabor na Década de 1950, fazendo com que a locomotiva E61, que estava sedeada no Pocinho, fosse abatida ao serviço em 1959.

## Descrição
Esta série era composta por seis locomotivas de via estreita, numeadas de 1 a 6 pela Companhia Nacional de Caminhos de Ferro e de E51 a E56 pela Companhia dos Caminhos de Ferro Portugueses. Usavam três eixos motores. Eram muito semelhantes à Série E81 a E86, do mesmo construtor, mas as E80 tinham as superfícies de aquecimento e da grelha muito maiores, além que possuíam um quarto eixo, para suportar a caldeira, que era de maior peso e dimensões.

## Ficha técnica

### Características gerais
- Número de unidades construídas: 6 (CN 1 a 6 / CP E51 a E56)[3]
- Bitola: 1000 mm[3]
- Fabricantes: Maschinenfabrik Esslingen
- Data de construção: 1889[1]